# Outrider Nunatak
Outrider Nunatak är en nunatak i Antarktis. Den ligger i Östantarktis. Australien gör anspråk på området. Toppen på Outrider Nunatak är 1 249 meter över havet, eller 99 meter över den omgivande terrängen. Bredden vid basen är 6,1 km.
Terrängen runt Outrider Nunatak är platt åt sydost, men åt nordväst är den kuperad. Outrider Nunatak är den högsta punkten i trakten. Trakten är obefolkad. Det finns inga samhällen i närheten.